# Prasmiola unica
Prasmiola unica är en spindeldjursart som beskrevs av Forster 1954. Prasmiola unica ingår i släktet Prasmiola och familjen Triaenonychidae. Inga underarter finns listade i Catalogue of Life.